# Eufaula (Alabama)
Eufaula is een plaats (city) in de Amerikaanse staat Alabama, en valt bestuurlijk gezien onder Barbour County.

## Demografie
Bij de volkstelling in 2000 werd het aantal inwoners vastgesteld op 13.908.
In 2006 is het aantal inwoners door het United States Census Bureau geschat op 13.350, een daling van 558 (-4,0%).

## Geografie
Volgens het United States Census Bureau beslaat de plaats een oppervlakte van
190,3 km², waarvan 153,9 km² land en 36,4 km² water.

## Plaatsen in de nabije omgeving
De onderstaande figuur toont de plaatsen in een straal van 40 km rond Eufaula.